# Suncokretovo ulje
Suncokretovo ulje neutralnog je okusa i mirisa dobiveno od sjemena suncokreta (Helianthus annuus). Najčešće se rabi kao ulje za prženje i salatu, ali ili kao sastavni dio kozmetike.

## Kemijski sastav
Britanska farmakopeja navodi sljedeću strukturu sastava: 
- palmitinske kiseline: 4,0% - 9,0%
- stearinska kiselina: 1,0% - 7,0%
- oleinska kiselina: 14,0% - 40,0%,
- linolna kiselina: 48,0% - 74,0%.

Ulje sadrži lecitin, vitamin E, karotenoide i voskove.